# 허케
허케(1996년 ~ )는 대한민국의 가수다. 2017년 싱글 앨범 [LONELY]로 데뷔했다.

## 방송
- 보이스 키즈 (2013) - Top3

## 음반
- closetclosetcloset (2022)
- LONELY (2017)

### 박문치 유니버스
- Cool한 42 (2020)

## 기타 활동
- 박문치 - m e s a g g e . . . (2021) 참여
- 박문치 - IN & OUT (2021) 참여
- 박문치 - Move! (2021) 참여
- 박문치 - 늘 지금처럼 (2021) - 보컬
- 문소낙 - way too deep (2021) 피처링
- MUSM - Say Something Nice (2020) 피처링
- 탄희 - Gravity (2020) 피처링